# حسین همدانی
حسین همدانی (۲۴ آذر ۱۳۲۹ – ۱۶ مهر ۱۳۹۴) سرتیپ سپاه پاسداران انقلاب اسلامی بود، که از بنیان‌گذاران سپاه همدان و سپاه کردستان و لشکر ۳۲ انصارالحسین به‌شمار می‌آمد و از سال ۱۳۵۹ در جنگ ایران و عراق حضور داشت. وی در ۱۶ مهر ۱۳۹۴ در اطراف شهر حلب در سوریه، حین مشاوره نیروهای ارتش سوریه و به گفته برخی منابع در نبرد علیه نیروهای داعش و به روایتی دیگر درحین فرار از کمین ( در حین ماموریت و خدمت )، در اثر سانحه رانندگی، کشته شد.
همدانی در ابتدای شکل‌گیری سپاه، فرمانده لشکر ۳۲ انصارالحسین همدان بود. او در فاصله سال‌های ۱۳۷۹ تا ۱۳۸۳ فرماندهی لشکر ۲۷ محمد رسول‌الله را برعهده داشت، از ۱۳۸۳ تا ۱۳۸۵ جانشین فرمانده قرارگاه ثارالله بود و از ۱۳۸۵ تا ۱۳۸۷ به‌عنوان فرمانده قرارگاه ثارالله فعالیت می‌کرد. او از ۱۳۸۸ تا ۱۳۹۰ نیز فرمانده سپاه محمد رسول‌الله تهران بود. همدانی با آغاز جنگ سوریه، فرماندهی قرارگاه حضرت زینب را در آنجا برعهده گرفت. او ارشدترین فرماندهٔ سپاه پاسداران بود، که در جنگ داخلی سوریه کشته شد. از همدانی به عنوان «حبیبِ سپاه» یاد شده است.
همدانی در سرکوب اعتراضات پس از پیامدهای انتخابات ریاست‌جمهوری دهم ایران در ۱۳۸۸ نقش داشته است. در آوریل ۲۰۱۱، اتحادیه اروپا او را به دلیل نقشی که در نقض گسترده و شدید حقوق شهروندان ایرانی داشته تحریم کرد.

## زندگی‌نامه
حسین همدانی در سال ۱۳۲۹ از پدر و مادری همدانی‌الاصل، در شهر آبادان زاده شد. پدر او علی شاکویی همدانی از کارکنان پالایشگاه آبادان بود، که در سال ۱۳۳۲ در بیمارستان شرکت نفت درگذشت. بدین‌ترتیب وی در ۳ سالگی به اتفاق خانواده به همدان مراجعت کرد و دوران کودکی و تحصیل را در این شهر با کار کردن در مغازه عطاری و کارگاه نجاری سپری نمود. شرکت در هیئت‌های مذهبی او را با خط فکر گروه‌های انقلابی آشنا کرد و مسیر زندگی‌اش را تغییر داد. بعد از ترک تحصیل، راهی تهران و آنجا مشغول به‌کار شد و با اوج گرفتن انقلاب، به صف انقلابیون پیوست.
با آغاز جنگ ایران و عراق، وی راهی کردستان شد و فرماندهی عملیات‌های مطلع‌الفجر و جبهه میانی سرپل‌ذهاب را بر عهده گرفت. وی از فرماندهان منطقه عملیاتی «بازی دراز» در جبهه غرب بود و خاطرات خود را از این نبرد در کتابی تحت عنوان «تکلیف است برادر» تدوین کرد. وی نخستین فرمانده «لشکر ۳۲ انصارالحسین» و فرمانده «لشکر ۱۶ قدس گیلان» در دوران جنگ ایران و عراق بود. وی علاوه بر همدان در شهرهای پاوه و مریوان نیز حضور داشته است.
همدانی به‌همراه احمد متوسلیان و محمد ابراهیم همت و محمود شهبازی، در تشکیل و سازماندهی لشکر ۲۷ محمد رسول‌الله نقش بسزایی داشت، لشکری که بعدها فرماندهی آن را نیز در جریان ناآرامی‌های پس از انتخابات سال ۱۳۸۸ عهده‌دار شد. حسین همدانی هم‌چنین جانشین قرارگاه امام حسین و مشاور فرمانده کل سپاه پاسداران بوده است.
همدانی با پروانه چراغ نوروزی ازدواج کرده بود و ۴ فرزند به نام‌های وهب، مهدی، زهرا و سارا داشت.

## موضع‌گیری‌ها
همدانی از امضاء کنندگان نامه‌ای بود، که تعدادی از فرماندهان سپاه در روزهای پس از وقایع ۱۸ تیر ۱۳۷۸ خطاب به سید محمد خاتمی، رئیس‌جمهوری وقت ایران نوشتند و گفتند که کاسه صبرشان به پایان رسیده است و تحمل بیش از آن را در صورت عدم رسیدگی (کنترل نا آرامی‌ها)، بر خود جایز نمی‌بینند و وارد عمل خواهند شد.
همدانی زمانی که جانشین فرماندهٔ نیروی مقاومت بسیج بود، طی یکی سخنرانی در آبان ماه ۱۳۸۷ در شهر همدان اظهار داشت که جمهوری اسلامی تأمین‌کنندهٔ بخشی از تسلیحات ارتش‌های آزادی‌بخش منطقه است. این سخنان او، جنجالی بین‌المللی را به وجود آورد.
همدانی در مورد سعید امامی گفته بود؛
ایشان از آن اتهام مبراست. من ایشان را می‌شناسم. ایشان فردی مؤمن بود.
او در مورد تشکیل ۳ گردان از اراذل و اشرار گفته بود:
پنج هزار نفر از کسانی که در آشوب‌ها حضور داشتند، ولی در احزاب و جریانات سیاسی حضور نداشتند، بلکه از اشرار و اراذل بودند را شناسایی کردیم و در منزلشان کنترلشان می‌کردیم. روزی که فراخوان می‌زدند، اینها کنترل می‌شدند و اجازه نداشتند از خانه بیرون بیایند. بعد اینها را عضو گردان کردم. بعداً این سه گردان نشان دادند که اگر بخواهیم مجاهد تربیت کنیم، باید چنین افرادی که با تیغ و قمه سروکار دارند را پای کار بیاوریم.
وی هم‌چنین در مورد رهبران جنبش سبز معتقد بود:
میر حسین موسوی و مهدی کروبی متهمان اصلی این ماجرا هستند و حداقل مجازات برای اینها اعدام است. مردم ما و ما رزمنده‌ها به کمتر از این حکم راضی نیستیم، ولی تابع حکم قضایی و ولی امر هستیم.
همدانی هم‌چنین از مخالفان سیاست خارجی دولت حسن روحانی بود و پس از پیاده‌روی محمد جواد ظریف با جان کری در ژنو، در حاشیه مذاکرات اتمی، ضمن اشتباه دانستن این اقدام، اعلام کرد:
شهدا کسانی که چنین کاری کرده‌اند را محاکمه خواهند کرد.

### تحریم اتحادیه اروپا
اتحادیه اروپا طی تصمیم مورخ ۲۳ فروردین ۱۳۹۰ (۱۳ آوریل ۲۰۱۱)، ۳۲ مقام ایرانی از جمله حسین همدانی را به دلیل نقض حقوق شهروندان ایرانی، از ورود به کشورهای این اتحادیه محروم کرد. کلیه «دارایی‌های» این مقامات نیز در اروپا توقیف شد.
بر اساس بیانیه اتحادیه اروپا حسین همدانی در زمان تصدی فرماندهی لشکر محمد رسول‌الله که حفظ امنیت تهران بزرگ را به عهده دارد، نقشی اساسی در سرکوب اعتراضات سال ۱۳۸۸ به ویژه در حوادث عاشورای ۱۳۸۸ و بعد از آن داشته است.

### نقش در سرکوب جنبش سبز
همدانی در خردادماه ۱۳۹۴ طی مصاحبه‌ای با وبسایت محلی «جوان همدان» اظهار داشت که با کار اطلاعاتی اقدامی انجام دادیم که در تهران صدا کرد. ۵ هزار نفر از کسانی که در آشوب‌ها حضور داشتند، ولی در احزاب و جریانات سیاسی حضور نداشتند، بلکه از اشرار و اراذل بودند را شناسایی کردیم و در منزلشان کنترلشان می‌کردیم. روزی که فراخوان می‌زدند اینها کنترل می‌شدند و اجازه نداشتند از خانه بیرون بیایند. بعد اینها را عضو گردان کردم. بعداً این سه گردان نشان دادند که اگر بخواهیم مجاهد تربیت کنیم باید چنین افرادی که با تیغ و قمه سر و کار دارند را پای کار بیاوریم. یکی از اینها فردی بود به نام ستاری. این ستاری وقتی به جمعیت زد جانباز ۷۰ درصد شد و سال گذشته درگذشت.
وی همچنین دربارهٔ اتفاقات عاشورای ۸۸ گفته بود که در آن زمان با اجاره کردن همهٔ سینماهای تهران و در اختیار گرفتن تمام مدارس و حسینیه‌ها، نزدیک به ۳۰ هیئت را به سمت میدان دانشگاه حرکت داده و در نهایت با کمک ۳ گردان غائله جمع شد. همدانی در این مصاحبه به این موضوع هم پرداخته بود که چگونه او و همکارانش از تجربیات سال ۱۳۸۸ ایران در سرکوب معترضان سوری بهره گرفته و موفق بوده‌اند.
پس از مرگ همدانی، محمدعلی جعفری (فرمانده وقت سپاه پاسداران) نقش مؤثر همدانی در سرکوب هواداران جنبش سبز را تأیید و تصریح کرد که «اگر درایت و مدیریت همدانی نبود، جمع کردن جنبش سبز سخت می‌شد».

## بیانیه میرحسین موسوی
میرحسین موسوی در ۱۷ مرداد ۱۴۰۱ در بیانیه‌ای که متن اصلی آن هشدار به موروثی شدن رهبر جمهوری اسلامی ایران بود، به سیاست‌های منطقه‌ای این حکومت انتقاد کرد. او همدانی که از فرماندهان سرکوب مردم در اعتراضات ۱۳۸۸ بود را «سردار بی‌افتخار» و فرماندهٔ «اوباش بدسیرت برای قمه‌کش کردن جوانان مردم» توصیف کرد و سرنوشتش را «عبرتی برای بازماندگان» دانست. پس از این بیانیه جناح اصول‌گرایان و اصلاح‌طلبان و نیز رسانه‌های وابسته به جمهوری اسلامی به دفاع از همدانی پرداختند و تلاش کردند که تصویرش را در میان عموم اصلاح کنند.

## کشته شدن

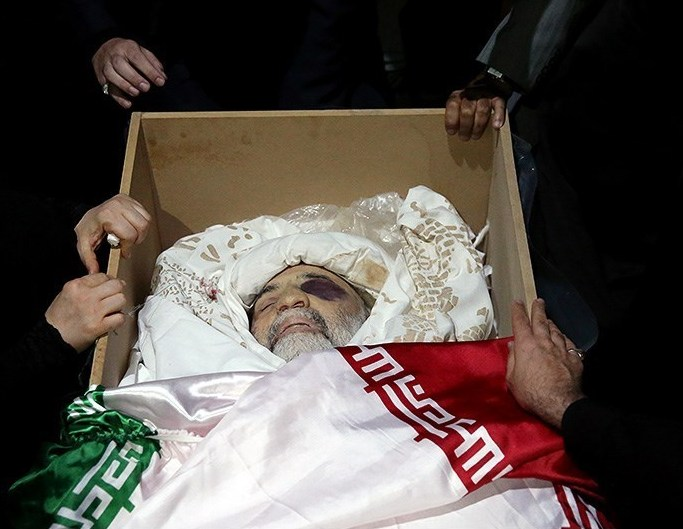
پیکر همدانی پیش از دفن در معراج‌الشهدای تهران

همدانی در ۱۶ مهر ۱۳۹۴ در استان حلب سوریه کشته شد. با انتشار خبر کشته شدن همدانی، مقامات و رسانه‌های حکومتی، از وی با عنوان «شهید» یاد کردند و اعلام کردند که وی هنگام عملیات مستشاری در حومهٔ شهر حلب و به‌دست نیروهای گروه داعش کشته شده است.
هم‌چنین دیده‌بان حقوق بشر سوریه به نقل از منابع خود گزارش داد که همدانی، در جریان عملیات شکستن حصر پایگاه هوایی کویرس در اطراف شهر حلب، در شمال غربی سوریه کشته شده است. اما پس از چندی، برخی مقامات نظامی-امنیتی ایران از جمله علی شمخانی دبیر شورای عالی امنیت ملی و اسماعیل کوثری رئیس کمیته دفاعی مجلس ایران، از «ضربه مغزی شدن» حسین همدانی و کشته شدن سه همراه وی بر اثر واژگونی خودرو او در جاده‌ای در جنوب شرقی شهر حلب در مسیر استان حماه خبر دادند.
به نقل از همکارانش او ساعت ۳:۳۰ با همکارانش برای بازدید و شناسایی به منطقه‌ای که دست تکفیری‌ها بود رفته و در راه به کمین برمی‌خورند، آتشی که دشمن در آن جا روشن کرده به ماشین اصابت می‌کند و ماشین را منحرف کرده و به رگبار می‌بندند و راننده از ناحیه کمر و او از ناحیه چشم و سر آسیب جدی دیده و به بیمارستان فرستاده می‌شود که ساعت ۸ شب می‌میرد.

### واکنش‌ها
سید علی خامنه‌ای رهبر جمهوری اسلامی، حسن روحانی رئیس‌جمهور وقت، علی لاریجانی رئیس وقت مجلس، صادق آملی لاریجانی رئیس وقت قوهٔ قضاییه، اکبر هاشمی رفسنجانی رئیس وقت مجمع تشخیص مصلحت نظام، علی شمخانی دبیر شورای عالی امنیت ملی، محمدجواد ظریف وزیر وقت امورخارجه و حسین امیرعبداللهیان معاون وقت عربی و آفریقایی وزارت خارجه در پیام‌هایی جداگانه، کشته شدن حسین همدانی را تسلیت گفتند.
جمعی از فرماندهان فعلی و پیشین سپاه پاسداران از جمله محمدعلی جعفری فرمانده پیشین سپاه و محسن رضایی با حضور در منزل سردار همدانی به خانواده او تسلیت گفتند. ابراهیم حاتمی کیا فیلمساز نیز با انتشار یادداشتی در رسانه‌ها با ذکر اینکه: به گمانم اکنون مرغان دشت جهاد هوایی شده‌اند به این حادثه پرداخت. گاردین در مقاله‌ای عنوان کرد که کشته شدن همدانی، نقش فزاینده حکومت ایران در حمایت از دولت بشار اسد در سوریه را روشن می‌کند. بنا بر وصیت او پیکرش در گلستان شهدای همدان دفن شد.